# Estación de Parque de Ocio
Parque de Ocio fue una estación perteneciente a la antigua línea C–3a de Cercanías Madrid, que daba servicio al Parque Warner Madrid.
Abrió al público en 2002 junto con toda la línea, construida con motivo de la apertura de este parque para dar servicio al mismo y a la vecina localidad de San Martín de la Vega, en cuyo término municipal se ubicaba esta estación. Actualmente se encuentra desmantelada después de su cierre en el año 2012, tan sólo quedan los andenes. Mientras funcionaba la línea, la estación prestaba servicio siempre que el Parque Warner Madrid permaneciese abierto.
Su tarifa corresponde a la zona B3 según el Consorcio Regional de Transportes .

## Situación ferroviaria
La estación se encuentra en el kilómetro 11,7 de la Línea Pinto-San Martín de la Vega, mientras la estación estuvo operativa el tramo era de vía doble y estaba electrificado.

## Estado actual
En octubre de 2023, la Comunidad de Madrid comenzó a hacer una serie de labores de mantenimiento para realizar las reparaciones necesarias en las instalaciones actualmente abandonadas; sin embargo, aún no existen evidencias de que se vaya a restaurar la circulación de trenes por la línea ya desmantelada desde 2013.
El 29 de noviembre de 2024 se confirmó que no se restaurará la linea y se descartó la posible reapertura. El Gobierno regional no tiene intención de volver a poner en marcha la línea C3-a de Cercanías de San Martín de la Vega, cerrada en 2012, después de los estudios realizados, en los que se demuestra que no es rentable. Así las cosas, el Gobierno regional trasladará al Ministerio la posibilidad de que asuma esta línea y la ponga en funcionamiento, pero sin asumir su rehabilitación. Esta línea de Cercanías es de titularidad regional, aunque en su día el Gobierno autonómico firmó un acuerdo de explotación con Renfe y Adif. Ahora se pretende que la rehabilitación de vías y catenarias, así como de la estación, la realice el Ministerio, si al final accede asumirla como de su competencia.